# Fridolin Kaučič
Fridolin Ludvik Kaučič (tudi Fridolin Kavčič; psevdonim: Sevničan), slovenski častnik, književnik in strokovni pisec, * 17. april 1860, Sevnica, † 1. avgust 1922, Maribor.
Velja za prvega biografa slovenskih vojaških oseb (oz. častnikov); leta 1886 je v Ljubljanskem zvonu objavil članke o 133 znanih slovenskih častnikih v Avstro-ogrskih oboroženih silah.

## Življenjepis
Rodil se je očetu Jakobu in materi Kristini. Kaučič je v Ljubljani končal 3 razrede realke in odšel leta 1877 v vojaško službo; leta 1880 je v Zagrebu končal kadetnico in nato služil pri raznih polkih v Trentu, Osijeku, Ljubljani, Celovcu, na Dunaju in še po drugih krajih Avstro-Ogrske. Leta 1918 se je upokojil s činom polkovnika in nato sprva živel v Ljubljani, od jeseni 1919 pa v Mariboru.

## Delo na vojaškem področju
Na vojaško-tehničnem področju se je Kaučič uveljavil z raznimi praktičnimi iznajdbami, ki so se dobro obnesle in se uveljavile pri raznih oboroženih silah; med drugim je izumil vizirno zrcalo za pregledovanje vrezov v puškini cevi; »brzosedlarja«, ki omogoča konja osedlati ali razsedlati z enim samim prijemom, in strelski periskop. Vzorno je reorganiziral domobransko orožarno in s tem prihranil domobranski upravi v enem letu okoli 2 milijona kron, zato so se njegove reorganizacije uvedle tudi v takratnem cesarsko-kraljevem arzenalu oboroženih sil.

## Literarno in zgodovinopisno delo
Kaučič je bil narodno zaveden častnik in je v tem smislu deloval tudi literarno v nemških strokovnih krogih in slovenskih publikacijah. Objavil je življenjepise »Slavnih vojakov slovenskih«; zlasti ga je zanimal J.Vega, o katerem je napisal 2 nemški razpravi (Dunaj, 1886 in 1904), objavil poljudno slovensko predavanje v dunajskem društvu Zvezda (Lj. 1904) in se trudil, da bi Ljubljana dobila Vegov spomenik. Iz zgodovinskih knjig o Koroški je nabral slovenska osebna imena koroških plemičev, ki so živeli do leta 1500, napisal je zgodovino ruške gimnazije in objavil prigodno črtico o ministrih slovenskega rodu. S prijateljem Podkrajškom-Harambašo je snoval »Slovenski Panteon«, zbirko okoli 100 življenjepisov deloma pozabljenih, a zaslužnih slovenskih veljakov, ki so živeli v preteklih treh stoletij; a načrt se je zaradi pomanjkanja naročnikov izjalovil. Nabrano gradivo, nekritično zajeto iz tiskanih virov, je Kaučič porabil v 133 življenjepisih »Znamenitih Slovencev« (Ljubljanski Zvon 1895, 1896). S psevdonimom Sevničan se je poskušal tudi v leposlovju; napisal je dve povestici Kovačev Peter in Pogreb na morju  ter vrsto črtic in aforizmov s skupnim naslovom Ulomki.

## Zanimivosti
Po njem je Ministrstvo za obrambo Republike Slovenije poimenovalo medaljo za znanstveno-raziskovalne dosežke Fridolin Kavčič.